# Výprava (divadlo)
Výprava je celkové vizuální řešení divadelního představení, které přímo nesouvisí s režií postav, na rozdíl od režie, dramaturgie nebo scénické hudby. Je to tedy soubor kulis, zařízení, oděvů a dalších pomůcek použitých pro provedení díla. Pokud jde o film, mluví se také o designu scény.
Termín se používá především tehdy, když se role scénografa, designéra světelných efektů a kostýmního výtvarníka spojují v jedné osobě. Slavným tvůrcem divadelní výpravy byl švýcarský architekt Adolphe Appia. Zejména v opeře někdy režiséři vycházejí z celkové výpravy, jako Robert Wilson.
Větší divadla mají často scénografa, který má na starosti výpravu, kostýmy, make-up a rekvizity. Je prostředníkem mezi divadlem a externími dodavateli výpravy a dohlíží na její výrobu a instalaci.